# El día que me quieras (película de 1935)

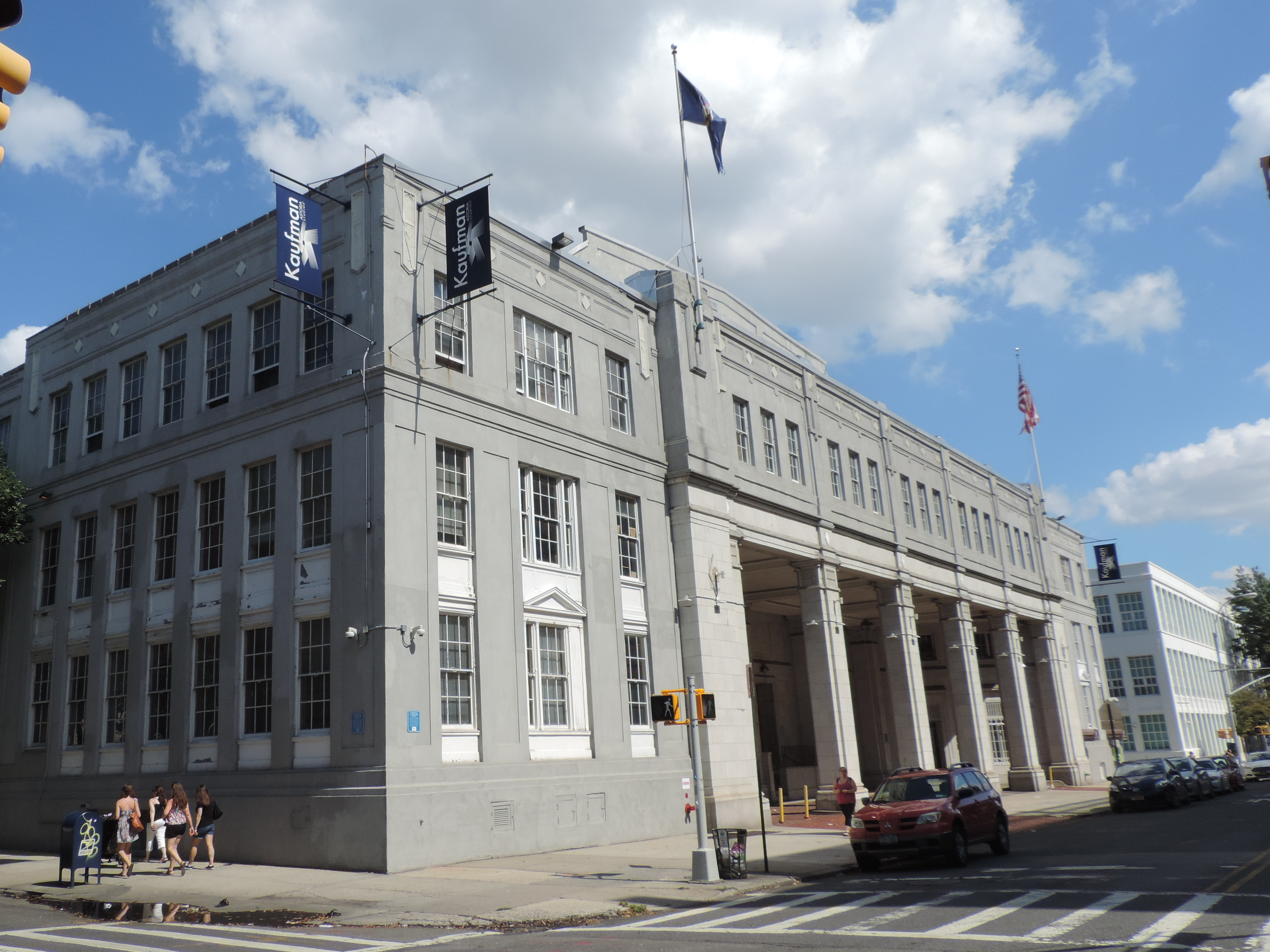
Estudios Kaufman Astoria donde fueron filmadas todas las películas estadounidenses de Gardel.

El día que me quieras es un largometraje musical protagonizado por el cantante de tango Carlos Gardel, dirigido por el austríaco John Reinhardt. Es la tercera de la serie de películas estadounidenses de Gardel realizadas por la empresa Paramount en los estudios Kaufman Astoria ubicados en Astoria (Queens) en Nueva York. Cuenta con el guion de Alfredo Le Pera y fue coprotagonizada por Rosita Moreno y Tito Lusiardo.
Gardel canta los temas Sol tropical, «Sus ojos se cerraron, Guitarra, guitarra mía, Volver, Suerte negra (en trío con Lusiardo y Pelufo) y El día que me quieras, con final a dúo con Rosita Moreno. 
Fue estrenada el 5 de julio de 1935 en La Habana, Cuba, días después de que Gardel muriera en un accidente de aviación.

## Contexto
Entre 1931 y 1932 Carlos Gardel había realizado cuatro películas (Luces de Buenos Aires, Espérame, La casa es seria y Melodía de arrabal) con la empresa estadounidense Paramount en sus estudios de Francia. Las películas hicieron de Gardel una estrella internacional, en especial en el mundo hispanohablante.  
A fines de 1933 Gardel viajó por primera vez a Estados Unidos, donde cantó con gran éxito por la NBC de Nueva York, acompañado por la orquesta de la radio dirigida por Hugo Mariani y teniendo como arreglador al músico argentino Terig Tucci, radicado hacía años en Estados Unidos. 
Gardel convocó a Alfredo Le Pera a Nueva York para que actuara como su representante ante la Paramount, con el fin de realizar alguna película en los Estados Unidos, en un momento en el que ese país padecía la gran depresión de la década de 1930. El contrato se firmó el 20 de marzo de 1934, acordaron crear una empresa productora subsidiaria del gigante del cine estadounidense con el nombre de Éxito Corporation, cuyo único accionista fue el cantante argentino. Realizaron dos películas ese año: Cuesta abajo y El Tango en Broadway, dirigidas por el francés Louis J. Gasnier, que debido al rechazo que suscitó en Gardel y sus socios artísticos, fue reemplazado en las dos películas finales. Luego de ir a Francia por poco tiempo, Gardel volvió a Nueva York a fines de 1934, actuó en la NBC y participó en la filmación del catálogo musical de la Paramount Cazadores de Estrellas (su título original es The Big Broadcast, de 1936).
Entusiasmada con el éxito de las películas de Gardel, la Paramount decidió filmar dos películas más en 1935, que serían las últimas: El día que me quieras y Tango Bar. Gardel y Le Pera ya habían decidido que su etapa de trabajo con Gasnier estaba agotada y eligieron a John Reinhardt, un joven director de origen austríaco, que había dirigido varias películas con actores latinos y que se mostraba mucho más receptivo a las sugerencias de la dupla. Dos características resaltan en estas dos películas: la primera es la decisión de registrar el canto de Gardel en vivo, eliminando el doblaje tradicional en posproducción; la segunda es la decisión de dirigir el tono de las películas hacia el público de los países habla española, alejándose tanto del tono porteñista, como de los estereotipos europeo-norteamericanos.
El día que me quieras se filmó en enero de 1935, con Reinhardt como director y Le Pera como libretista, ante el fracaso de los libretos que la Paramount encargó a autores argentinos e hispanoamericanos, buscando mejorar el nivel. Hubo una importante mejora en la calidad de los actores seleccionados, asignando los papeles principales que acompañan a Gardel (Julio Argüelles) a la actriz mexicana Rosita Moreno (que interpreta a Margarita y su hija Marga), Tito Lusiardo (Rocamora), Fernando Adelantado (Carlos Argüelles) y Mario Peluffo (Saturnino). También actúa en una breve escena, por pedido de Gardel, el niño Astor Piazzolla.
Le Pera, como en todas las películas anteriores, se quejó de los cortes de posproducción, pero el film había ganado en calidad frente a los anteriores. La película se estrenó poco después de la muerte de Gardel. Cuatro días antes de partir, en una carta escrita a su representante Defino, Gardel le dice:

Las noticias que enviaste sobre el El día que me quieras me produjeron mucho placer. Yo vi la película aquí en Bogotá, en privado, y Paramount está loca con el film. ¡Con decirte que van a lanzarlo en 5 teatros al mismo tiempo, en una ciudad donde hay apenas 15 cines!... A mí la película me volvió a causar una impresión inmejorable y sigo creyendo que es mi mejor trabajo cinematográfico y que hemos matado el punto con las canciones. Me alegra la noticia de que se estrena en julio y espero que llegaré con los laureles fresquitos a Buenos Aires.
Carlos Gardel

## Sinopsis
El personaje de Gardel es hijo de un multimillonario rechazado por su padre por dedicarse a cantar y ponerse en pareja con una artista (Rosita Moreno, Margarita), a quien le declara su amor con la canción "El día que me quieras". Reducidos a la pobreza, Margarita cae muy enferma y Gardel se ve forzado a robarle a su padre para sobrevivir. Pese a ello, Margarita muere en una escena histórica en la que Gardel canta "Sus ojos se cerraron", (por el grado de emotividad que alcanzó su interpretación, dejó al estudio en silencio durante varios minutos antes de estallar en aplausos). Gardel queda entonces solo al cuidado de su hija, Marga. 
Años después, cuando Gardel y su hija se han convertido en artistas exitosos. Repitiendo la historia de su madre, Marga se enamora de un joven argentino, cuyo millonario padre que se opone a la relación ("yo la veo vulgar y demasiado libre"). Todos coinciden en el viaje de vuelta a Buenos Aires donde, en otra escena famosa, apoyado en la baranda del barco, Gardel canta el tango "Volver" ("Volver con la frente marchita, las nieves del tiempo platearon mi sien"). Al final, Gardel revela que es heredero de la empresa en la que trabaja, lo que lleva al cínico padre del joven a cambiar de parecer y autorizar el casamiento. En la última escena, abrazado a su hija y su futuro yerno, de noche y mirando al mar, Gardel canta la segunda parte de "El día que me quieras".

## Reparto
- Carlos Gardel (Julio Argüelles)
- Rosita Moreno (Margarita/Marga)
- Tito Lusiardo (Rocamora)
- Manuel Peluffo (Saturnino)
- Francisco Flores del Campo (Daniel Dávila)
- José Luis Tortosa (Pedro Dávila)
- Fernando Adelantado (Carlos Argüelles, el padre)
- Suzanne Dulier (Pepita)
- Celia Villa (Juanita)
- Agustín Cornejo (guitarrista)
- Alberto Infanta (policía)
- Astor Piazzolla (canillita)

## Temas interpretados
- Suerte negra (vals criollo), cantado a trío, por Carlos Gardel, Tito Lusiardo y Manuel Peluffo.
- Sol tropical (rumba)
- El día que me quieras (canción), cantada a dúo en la parte final por Carlos Gardel y Rosita Moreno.
- Sus ojos se cerraron (tango)
- Guitarra, guitarra mía (canción criolla)
- Volver (tango)

## La participación de Astor Piazzolla

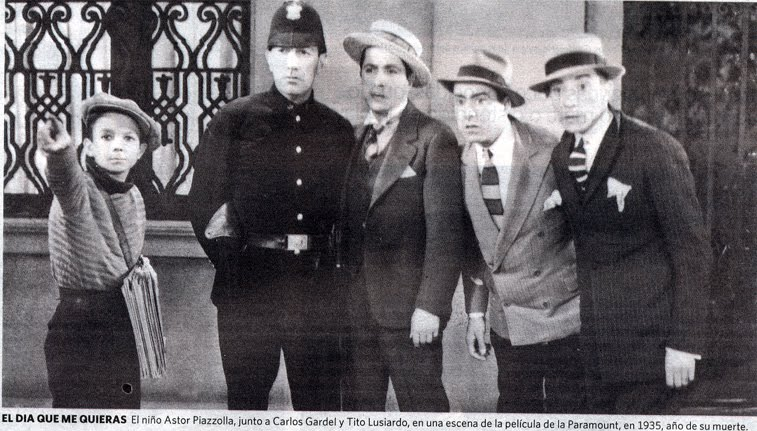
Astor Piazzolla haciendo un cameo como canillita en la película junto a Carlos Gardel.

El día que me quieras registra el extraño encuentro entre Gardel y Astor Piazzolla, los dos máximos referentes de la historia del tango, cuando este último tenía apenas doce años. El padre de Piazzolla era un inmigrante argentino en Estados Unidos, que trabajaba de peluquero en Manhattan. Cuando se enteró de que Gardel se había instalado en Nueva York, Piazzolla padre talló una figura para Gardel y lo envió a su hijo a que se la entregara. La picardía del niño, que trataba a Gardel de Charlie y sabía tocar el bandoneón, generó la simpatía inmediata de Gardel, y se estableció entre los dos una inusual amistad, en la que Astor obró muchas veces como traductor. Como resultado de ese vínculo, Gardel invitó al niño Piazzolla a aparecer como canillita en El día que me quieras y luego fue más allá invitándolo a formar parte de la comitiva que lo acompañaría en su gira latinoamericana, pero su padre pensó que era aún muy joven para ello. Como si se tratara de un guion de película, esa negativa del padre hizo que Astor no estuviera en el accidente aéreo y décadas después se transformara en el gran renovador del tango argentino.
En 1978, Piazzolla le escribió a Gardel una carta imaginaria:

Querido Charlie: ...
Jamás olvidaré la noche que ofreciste un asado al terminar la filmación de El día que me quieras. Fue un honor de los argentinos y uruguayos que vivían en Nueva York. Recuerdo que Alberto Castellano debía tocar el piano y yo el bandoneón, por supuesto para acompañarte a vos cantando. Tuve la loca suerte de que el piano era tan malo que tuve que tocar yo solo y vos cantaste los temas del filme. ¡Qué noche, Charlie! Allí fue mi bautismo con el tango.
Primer tango de mi vida y ¡acompañando a Gardel! Jamás lo olvidaré. Al poco tiempo te fuiste con Lepera y tus guitarristas a Hollywood. ¿Te acordás que me mandaste dos telegramas para que me uniera a ustedes con mi bandoneón? Era la primavera del 35 y yo cumplía 14 años. Los viejos no me dieron permiso y el sindicato tampoco. Charlie, ¡me salvé! En vez de tocar el bandoneón estaría tocando el arpa.
..
Ástor Piazzolla

## Versiones
En 1969 se realizó una versión de la película, con el mismo nombre, dirigida por Enrique Cahen Salaberry, con guion de Abel Santa Cruz, y actuaciones de Hugo del Carril, Susana Campos, Rafael Carret, Pedro Quartucci, Guillermo Battaglia, Santiago Gómez Cou, Hugo Dargó, Simonette, Enrique Liporace, y Tito Lusiardo (el de la película original).